# Accords de Grenelle
Pour les articles homonymes, voir Grenelle.

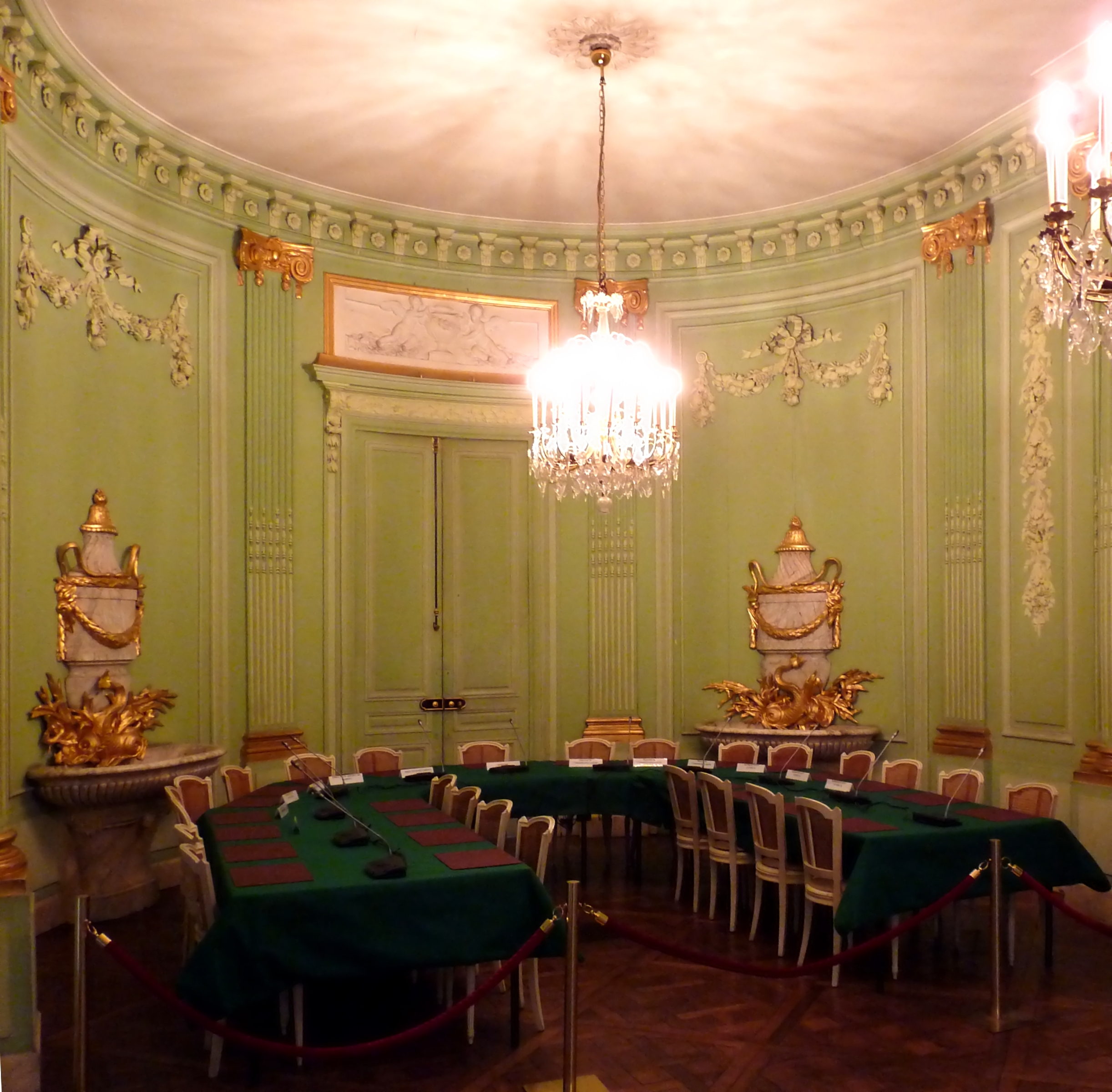
La salle des « accords » au ministère du Travail (hôtel du Châtelet, rue de Grenelle).

Les « accords » de Grenelle sont les résultats d'une négociation collective, menée à l'initiative du gouvernement en mai 1968, avec les représentants des syndicats de salariés et ceux des organisations patronales. Bien qu'aucune des parties ne l'ait paraphé, ni reconnu comme tel, les principales mesures de cet « accord » seront tout de même mises en application, par le gouvernement de Georges Pompidou.
L'intégralité du texte est présentée sur le site du ministère du Travail du gouvernement français sous le nom de « constat » ou « accord » en spécifiant bien que celui-ci n'a jamais été signé.

## Les acteurs
Les « accords » de Grenelle ont été négociés les 25 et 26 mai, en pleine crise de mai 1968, par les représentants du gouvernement Pompidou, des syndicats et des organisations patronales. Parmi les négociateurs figuraient notamment pour le gouvernement le Premier ministre Georges Pompidou, le ministre des Affaires sociales Jean-Marcel Jeanneney, le secrétaire d'État aux Affaires sociales Jacques Chirac, Édouard Balladur, du cabinet de Georges Pompidou et pour les syndicats :
- CGT : Benoît Frachon, Georges Séguy, André Berteloot, René Buhl, Henri Krasucki et Jean-Louis Moynot[2] ;
- CFDT : Eugène Descamps, René Bonéty, Jean Maire, Paul Caspard, François Lagandré et René Mathevet[3] ;
- Force ouvrière : André Bergeron, Roger Louet, Pierre Tribié, membres du bureau confédéral, ainsi que Robert Degris (cheminots) et Antoine Laval (métallurgie) ;
- CFTC : délégation conduite par Joseph Sauty[4], Jacques Tessier ;
- CGC : délégation conduite par André Malterre, président de la CGC, Roger Millot ;
- FEN : James Marangé (secrétaire général), Georges Aulong, Jean Gouzy et Jean Simon.

Le Patronat, en l'absence de François Ceyrac, hospitalisé, est représenté par :
- Conseil national du patronat français (CNPF) : Paul Huvelin, patron de Kléber-Colombes, Marcel Petiet, de l'UIMM, Henri Faure (Bâtiment), Jacques Ferry (Sidérurgie), Jacques Paquette (Commerce), Jean de Précigout (Textile) et François Peugeot ;
- les délégués des PME : Daniel Gauban, Gustave Deleau, Aimé d'Oiron.

## Le contenu des«accords»
Les « accords » de Grenelle, conclus le 27 mai 1968 à l'hôtel du Châtelet, aboutissent essentiellement à :
- une augmentation de 35 % du SMIG (salaire minimum interprofessionnel garanti) et de 10 % en moyenne, pour les autres salaires ;
- la création de la section syndicale d’entreprise, actée dans la loi du 27 décembre 1968.

Le titre exact du texte lu par Pompidou après les négociations s'intitule « Projet de protocole d'accord des réunions tenues les 25, 26 et 27 mai au Ministère des Affaires sociales sous la présidence du Premier Ministre ». La CGT les nomme « Constat de Grenelle », la CFDT retient quant à elle l'intitulé « Projet de protocole d'accord ». Il ne s'agit donc pas d'un accord formalisé : aucune des parties ne l'a paraphé, ni reconnu comme tel. Seul Édouard Balladur, alors conseiller de Pompidou, estime qu'il y a bien eu accord entre les parties, mais son point de vue est très minoritaire. Parler donc des « Accords de Grenelle », pour l'historienne Michelle Zancarini-Fournel, est contraire à la vérité historique, même si elle reconnait que cette formulation s'est imposée dans l'historiographie.
Les accords de Grenelle comportent des avancées sociales, inédites depuis la Libération, voire depuis les réformes sociales majeures du Front populaire de 1936. Elles font d'ailleurs toujours référence au XXIe siècle. En complément des hausses de salaire pour l'ensemble des salariés, les accords incluent des engagements sur la réduction du temps de travail, sur le droit syndical dans les entreprises ; ils prévoient l'ouverture de discussions sur les retraites, sur les allocations vieillesse, sur les allocations familiales… Les accords de Grenelle s'engagent sur le paiement des jours de grève à 50 %.
Rejetés par une partie de la base, comme aux usines Renault, ils ne résolvent pas immédiatement la crise sociale et la grève continue dans certains endroits. Cependant trois jours plus tard, le 30 mai, le général de Gaulle de retour à Paris après avoir rencontré le général Massu à Baden-Baden (Allemagne) la veille, et conforté par une énorme manifestation de la droite sur les Champs-Élysées, décide la dissolution de l'Assemblée nationale et provoque des élections législatives qui voient le 30 juin 1968 le triomphe des gaullistes de l'UDR (292 sièges sur 487) et mettent un terme à la crise politique.
Le 31 mai 1968 sont signés au ministère de l'Agriculture les « Accords de Varennes » qui remplacent notamment le SMAG (salaire minimum agricole garanti) des ouvriers agricoles par le SMIG (Salaire minimum interprofessionnel garanti). Jusque-là, le SMAG était nettement inférieur au SMIG.

## Gouvernance des politiques publiques
Le nom de « Grenelle » a été repris, en France, à la fin des années 2000 pour désigner des consultations publiques sur des sujets majeurs, comme lors du Grenelle de l'environnement en 2007.
On parle aussi de « gouvernance à cinq » lorsque (1) l'État, (2) les élus, (3) les syndicats représentatifs des salariés, (4) les entreprises et (5) les associations se concertent sur des projets.